# Mats Gustafsson
Mats Olof Gustafsson (Umeå, 29 de octubre de 1964) es un saxofonista tenor sueco de free jazz y de música de improvisación.
Nacido en 1964 en la culturalmente rica área de Umeâ, desde pequeño estuvo rodeado de grandes improvisadores como el saxofonista Lars Göran Ulander y el pianista Henrik Wallin. 
A pesar de su virtuosismo con el saxofón, sus inicios musicales fueron con la flauta, aunque no tardó mucho tiempo en acercarse también al saxo. Alrededor de los 14 años, puso la boquilla del saxo en la flauta, para entrenerse en un viaje, y allí nació su primer experimento en el mundo de la música, el "flautófono".
Su primera improvisación fue con el batería Kjell Nodeson, quién luego formó parte del AALY Trio, con Gustafsson. Después Mats se mudó a Estocolmo, a mediados de los ochenta, y allí se invlucró mucho más haciendo contactos realmente interesantes como Sten Sandell y Raymond Strid. Ellos tres formaron Gush, en 1988, dos años después del dúo con Christian Munthe, Two Slices of Acoustic Car. También trabajó alternativamente con el berlinés Sven-Âke Johansson durante todo ese tiempo, siendo aclamado en la escena underground berlinesa.
En 1990, Gustafsson actuó con la Derek Bailey's Company en Londres, show que favoreció su reconocimiento público. A raíz de ello empezó a visitar los Estados Unidos de forma regular, donde acabó siendo un asiduo a la comunidad de la improvisación de Chicago. Formando, al final, parte de la Peter Brotzmann's all-star Chicago con quiénes grabó un disco. Aparte, y durante sus trabajos en multitud de proyectos, tuvo tiempo para grabar con AALY Trio, comentado más arriba, con Nordeson y el bajista Peter Janson. Grabando Live al the Glen Miller Cafe, editado por el sello Wobbly Rail Ladel en 1999. Al año siguiente volvió a la palestra con un álbum en solitario, Windows, tributo a Steve Lacy. Seguido a él publicó en colaboración con Sonic Youth, Hidros, en el 2001, grabado en directo en una galería de arte.

## Discografía
- 1988	 	Saw	 -	                                Radium
- 1990	 	Try Me	 	-                                Blue Tower
- 1991	 	Nothing to Read	 -	                        Blue Tower
- 1992	 	Sometimes Crosswise	- 	                Moers
- 1993	 	Vario - 34	 	-                        Edition Explico/Blue Tower
- 1995		Blow Horn	   -                             Okka Disk
- 1995	 	For Don Cherry	    -              	        Okka Disk
- 1995		You Forget to Answer	- 	                Maya
- 1996	 	Batuto	 	-                                Random Acoustics
- 1996	 	Impropositions	 -	                        Phono Suecia
- 1997		Frogging	 	         -               Maya
- 1997		Mouth Eating Trees and Related Activities    -   Okka Disk
- 1998	 	Parrot Fish Eye	 	            -            Okka Disk
- 1999		The Education of Lars Jerry	 	-        Xeric
- 1999	 	Gushwachs	 	             -           Harmonia Mundi
- 1999		Sticky Tongues & Kitchen Knives	 	-        Xeric
- 2000		Windows: The music of Steve Lacy-	 	Blue Chopsticks
- 2000	 	Port Huron Picnic	 	-                Spool
- 2001		Hidros One [live]	 	-                Caprice
- 2001		She Knows...	 	     -                   Crazy Wisdom
- 2001		The Thing	 	   -                     Crazy Wisdom
- 2002	 	Dat	 	           -                     Universal Jazz
- 2002		I Love It When You Snore	- 	        Smalltown Supersound
- 2004	 	Solos for Contrabass Saxophone	- 	        Table of the Elements
- 2005	 	Garage	 	         -                       Small Town Super Sound
- 2005	 	Live at Bla'	 	-                        Small Town Super Sound
- 2005		Blues	 	   -                             Atavistic
- 2007	 	Words on the Floor	- 	                Smalltown Supersound
- 2008	 	Immediate Sound	 	-                        Smalltown Superjazz
- 2008		The Vilnius Explosion	- 	                NoBusiness

## Colaboraciones principales
- Zu
- Joe McPhee
- Sonic Youth
- Paul Lovens
- Barry Guy
- Yoshimi P-We
- Derek Bailey
- The Ex
- Peter Brötzmann
- Otomo Yoshihide
- Jim O'Rourke
- Thomas Lehn
- Evan Parker